# Manuel Arellano González
Manuel Arellano González (Elda, Vinalopó Mitjà, 19 de juny de 1957) és un economista valencià, mestre del CEMFI.

## Biografia
Despres de cursar educació primària i batxillerat a l’Academia Salleras i l’Institut Jaume Balmes de Barcelona, va estudiar Ciències Econòmiques a la Universitat de Barcelona, i va fer el doctorat en London School of Economics, (1985). Ha treballat com a professor a la Universitat de Barcelona, en la London School of Economics i en el CEMFI, on imparteix econometria des de 1991.
Ha estat director de Review of Economic Studies entre 1998 i 2003. Actualment és editor de Journal of Applied Econometrics. En 2003 va ser president de la Spanish Economic Association i president de l'Econometric Society en 2014.
Ha publicat articles en la major part de les principals revistes econòmiques, així com dos llibres. El 1991 va publicar un cèlebre article, "Some Tests of Specification for Panell Data: Monte Carlo Evidence and an Application to Employment Equations", amb Stephen Bond, a Review of Economic Studies. Hi proposaven un estimador de variables instrumentals, usant el mètode dels moments generalitzat, que s'ha convertit en un procediment estàndard per a l'estimació de models de dades de panell, quan s'inclouen variables retardades.

## Publicacions

### Llibres
- Panel Data Econometrics, Oxford University Press: Advanced Texts in Econometrics, Oxford, 2003.
- Modelos Microeconométricos y Política Fiscal, Editor, Instituto de Estudios Fiscales, Madrid, 1994.
- Introducción al análisis econométrico con datos de panel Banco de España, 1992. ISBN 84-7793-184-4

### Articles
- Some Tests of Specification for Panel Data: Monte Carlo Evidence and an Application to Employment Equations, Review of Economic Studies, 58, 1991, 277-297 (with S. Bond).
- Panel Data Models: Some Recent Developments. Incluido en el libro: J. J. Heckman and E. Leamer (eds.): Handbook of Econometrics, Volumen 5, Capítulo 53, North-Holland, 2001, 3229-3296 (con B. Honoré).
- The Time Series and Cross-Section Asymptotics of Dynamic Panel Data Estimators, Econometrica, 71, 2003, 1121-1159 (with J. Álvarez)